# Claude Helffer
Claude Helffer (* 18. Juni 1922 in Paris; † 27. Oktober 2004 ebenda) war ein französischer Pianist.

## Leben
Helffer spielte seit dem fünften Lebensjahr Klavier und hatte von 1930 bis 1939 Unterricht bei Robert Casadesus. Nach dem Besuch der École polytechnique studierte er ab 1947 Harmonielehre und Kontrapunkt bei René Leibowitz.
Schwerpunkt des Repertoires von Helffer waren die Werke von Komponisten des 20. Jahrhunderts. Er nahm alle Klavierwerke von Ravel, Debussy und Schönberg auf, außerdem Bartóks Mikrokosmos, die drei Klaviersonaten von Boulez und die Klaviersonate von Jean Barraqué.
Helffer spielte die Uraufführungen zahlreicher ihm gewidmeter Werke, so des Erikhthon von Iannis Xenakis (1972), des Klavierkonzertes von André Boucourechliev (1975), der Stances von Betsy Jolas (1978), des ersten Klavierkonzerts von Luis de Pablo (1980), des Stücks Envoi von Gilles Tremblay (1982) und der Modifications von Michael Jarrell. Schönbergs Klavierkonzert führte er sowohl mit den Wiener als auch mit den Berliner Philharmonikern auf. Für den Durand Verlag gab er Debussy Préludes und Etüden als Urtextausgabe heraus.
Seit 1976 gab Helffer monatliche Meisterklassen für Klavierstudenten aus aller Welt, zwischen 1985 und 1998 unterrichtete er jährlich drei Wochen im Rahmen der Sommerakademie des Salzburger Mozarteums.
Für die Teilnahme an der Résistance während des Zweiten Weltkrieges wurde Helffer mit Croix de guerre ausgezeichnet; außerdem wurde er zum Ritter der Ehrenlegion, zum Offizier des Ordre national du Mérite und des Ordre des Arts et des Lettres ernannt.
Er ist der Vater des Mathematikers Bernard Helffer.